# Lisimaco (nome)
Lisimaco  è un nome proprio di persona italiano maschile.

## Varianti
- Femminili: Lisimaca, Lisimache

### Varianti in altre lingue
- Basco: Lisimako
- Catalano: Lisímac
- Ceco: Lýsimachos
- Croato: Lizimah
- Francese: Lysimaque

- Greco antico: Λυσιμαχος (Lysimachos)[2]
  - Femminili: Λυσιμάχη (Lysimache)
- Latino: Lysimachus[1][2]
  - Femminili: Lysimache
- Polacco: Lizymach
  - Femminili: Lizymacha

- Portoghese: Lisímaco
  - Femminili: Lisímaca
- Russo: Лисимах (Lisimach)
- Spagnolo: Lisímaco
- Ungherese: Lüszimakhosz

## Origine e diffusione
Continua l'antico nome greco Λυσιμαχος (Lysimachos), composto da λυσις (lysis, "liberare", "sciogliere", da cui anche Lisandro e Lisistrata) e μαχη (mache, "battaglia", presente anche in Callimaco, Telemaco, Andromaco e Simmaco), e può quindi essere interpretato come "scioglitore di contese" o "fine della battaglia".
È stato portato da numerose figure dell'Antica Grecia, fra le quali spicca in particolare Lisimaco, generale sotto Alessandro Magno e poi re di Tracia.

## Onomastico
Si tratta di un nome adespota, cioè che non è portato da alcun santo. L'onomastico si festeggia quindi il 1º novembre, giorno di Ognissanti.

## Persone

Lisimaco Casarosa

- Lisimaco, sovrano e militare antico macedone
- Lisimaco, figlio di Tolomeo II
- Lisimaco di Alessandria, mitografo greco antico
- Lisimaco Casarosa, docente italiano